# Municipio de Gerrish
El municipio de Gerrish (en inglés: Gerrish Township) es un municipio ubicado en el condado de Roscommon en el estado estadounidense de Míchigan. En el año 2010 tenía una población de 2993 habitantes y una densidad poblacional de 31,04 personas por km².

## Geografía
El municipio de Gerrish se encuentra ubicado en las coordenadas 44°28′16″N 84°40′8″O / 44.47111, -84.66889. Según la Oficina del Censo de los Estados Unidos, el municipio tiene una superficie total de 96.42 km², de la cual 71,49 km² corresponden a tierra firme y (25,86 %) 24,93 km² es agua.

## Demografía
Según el censo de 2010, había 2993 personas residiendo en el municipio de Gerrish. La densidad de población era de 31,04 hab./km². De los 2993 habitantes, el municipio de Gerrish estaba compuesto por el 97,86 % blancos, el 0,53 % eran afroamericanos, el 0,3 % eran amerindios, el 0,27 % eran asiáticos, el 0,1 % eran de otras razas y el 0,94 % eran de una mezcla de razas. Del total de la población el 1,2 % eran hispanos o latinos de cualquier raza.